# Портер, Натали
Натали Портер (англ. Natalie Porter; род. 16 декабря 1980 года в Мельбурне, Виктория, Австралия) — австралийская профессиональная баскетболистка, выступавшая в женской национальной баскетбольной лиге. Она была выбрана на драфте ВНБА 2000 года в четвёртом раунде под общим шестьдесят первым номером клубом «Нью-Йорк Либерти», но не провела в женской НБА ни одной игры. Играла на позиции лёгкого форварда.

## Ранние годы
Натали Портер родилась 16 декабря 1980 года в городе Мельбурн (штат Виктория).